# Harry Merkel (Rennfahrer)

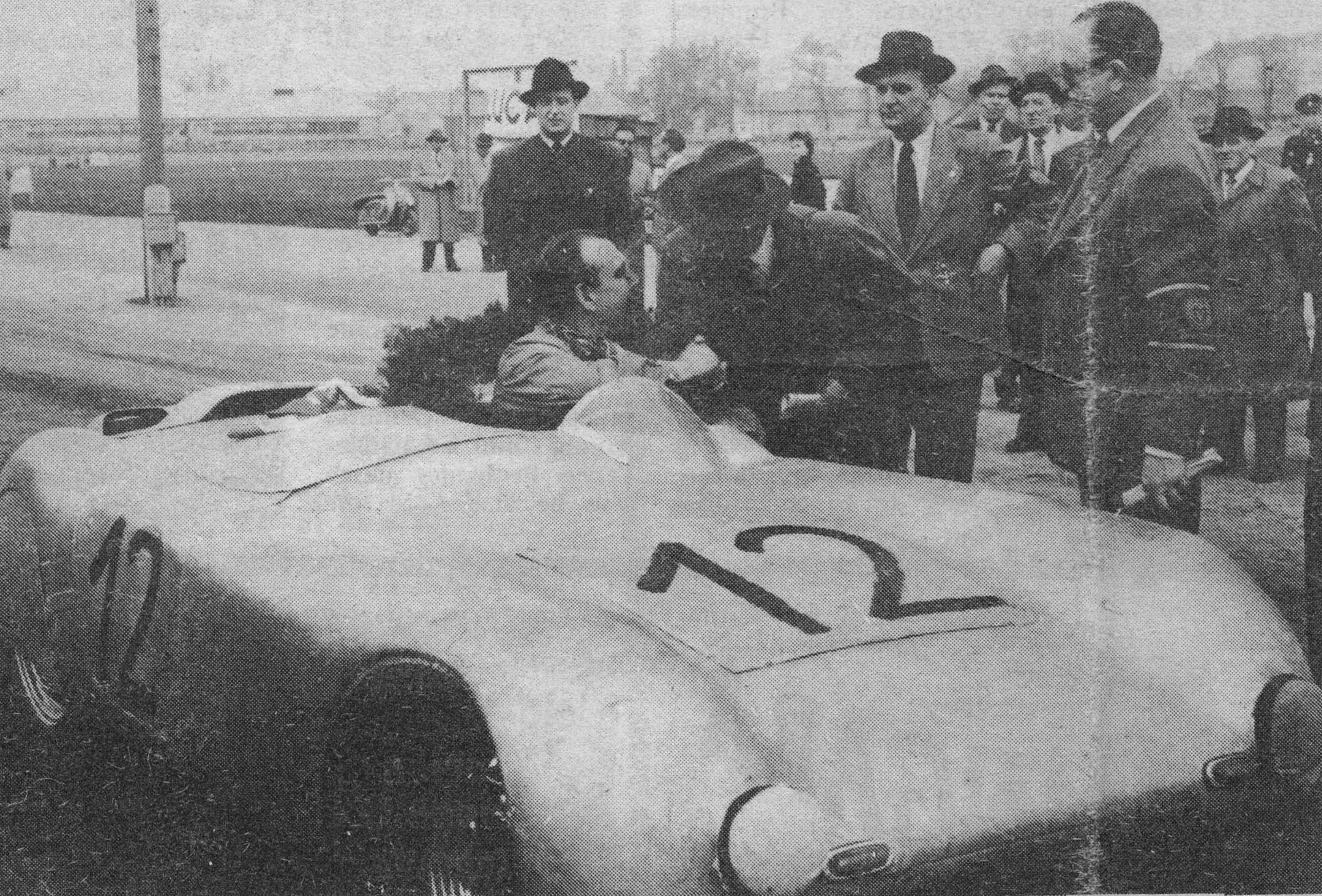
Harry Merkel 1954 im Porsche Spyder Rometsch

Harry Erich Merkel (* 10. Januar 1918 in Taucha, Sachsen; † 11. Februar 1995 in Killarney Vale, Australien) war ein deutscher Automobilrennfahrer, Kraftfahrzeughändler und Konstrukteur.

## Karriere
Merkel war unter anderem mit einem BMW-Eigenbau von Willi Krakau zum Großen Preis von Deutschland 1952 auf dem Nürburgring gemeldet. Zur Rennteilnahme kam es jedoch nicht. Merkel betätigte sich hauptsächlich als Sportwagenfahrer und startete unter anderem viermal mit einem Porsche 356 beim  1000-km-Rennen auf dem Nürburgring. Sein bestes Ergebnis erzielte er nach damaliger Wertung 1962  mit Platz 20 in der Gesamtwertung und Platz 5. der GT-Wagen bis 1,6 Liter Hubraum. Seine Partner waren Frank Kalkuhl und Hans-Otto Kraft. Das Team fuhr 36 Runden bzw. 821,2 km in 7:33:29 Stunden.
Ende der 1950er-Jahre modifizierte Harry Merkel einen Rometsch Spyder, der auf dem Porsche 356 basierte. Das Fahrzeug erhielt eine zweite Tür, wurde neu lackiert und anschließend verkauft. Erst 2009 wurde die Spyderversion von Merkel in einer Lagerhalle in Hockenheim wiederentdeckt und ist nun restauriert im Automobilmuseum Prototyp in Hamburg zu sehen.
Der ehemalige Sportfahrer und Autohändler Harry Merkel war auch einer der damaligen Spitzenreiter im Kadett-Tuning. 1962 konstruierte er in seiner Werkstatt in Hamburg in einjähriger Entwicklungszeit einen Formel-3-Rennwagen. Der Gitterrohrrahmen und die Karosserie waren eine komplette Eigenkonstruktion. Achsen, Lenkung und das hinter dem Heckmotor platzierte Vierganggetriebe übernahm er vom BMW 700 Sport. Der Wagen war 1963 zunächst mit einem Motor von Moto Pinelli ausgerüstet. 1964 erhielt er einen Opel-Kadett-S-Motor, der durch eine veränderte Verdichtung, einen Rennauspuff und eine sogenannte schärfere Nockenwelle, durch die die Ventile länger geöffnet bleiben, 80 PS bei 7200/min leistete. Der nur 400 kg schwere Monoposto soll nach damaligen Aussagen eine Höchstgeschwindigkeit von 200 km/h erreicht haben. Die Formelserie wurde unter der Bezeichnung Merkel Panther 3 bekannt und war auf zahlreichen Rennstrecken in Europa zu sehen.

## Statistik
Einzelergebnisse in der Sportwagen-Weltmeisterschaft
| Saison | Team          | Rennwagen   | 1   | 2   | 3   | 4   | 5   | 6   | 7   | 8   | 9   | 10  | 11  | 12  | 13  | 14  | 15  | 16  | 17  | 18  | 19  | 20  | 21  | 22  |
| ------ | ------------- | ----------- | --- | --- | --- | --- | --- | --- | --- | --- | --- | --- | --- | --- | --- | --- | --- | --- | --- | --- | --- | --- | --- | --- |
| 1953   | Adolf Vianden | Porsche 356 | SEB | MIM | LEM | SPA | NÜR | RTT | CAP |     |     |     |     |     |     |     |     |     |     |     |     |     |     |     |
| 1953   | Adolf Vianden | Porsche 356 |     | DNF |     |     |     |     |     |     |     |     |     |     |     |     |     |     |     |     |     |     |     |     |
| 1954   | Harry Merkel  | Porsche 550 | BUA | SEB | MIM | LEM | RTT | CAP |     |     |     |     |     |     |     |     |     |     |     |     |     |     |     |     |
| 1954   | Harry Merkel  | Porsche 550 |     | DNF |     |     |     |     |     |     |     |     |     |     |     |     |     |     |     |     |     |     |     |     |
| 1955   |               | Porsche 356 | BUA | SEB | MIM | LEM | RTT | TAR |     |     |     |     |     |     |     |     |     |     |     |     |     |     |     |     |
| 1955   |               | Porsche 356 | 64  |     |     |     |     |     |     |     |     |     |     |     |     |     |     |     |     |     |     |     |     |     |
| 1957   | Harry Merkel  | Porsche 356 | BUA | SEB | MIM | NÜR | LEM | KRI | CAR |     |     |     |     |     |     |     |     |     |     |     |     |     |     |     |
| 1957   | Harry Merkel  | Porsche 356 | 42  |     |     |     |     |     |     |     |     |     |     |     |     |     |     |     |     |     |     |     |     |     |
| 1962   | Harry Merkel  | Porsche 356 | DAY | SEB | SEB | MAI | TAR | BER | NÜR | LEM | TAV | CCA | RTT | NÜR | BRI | BRI | PAR |     |     |     |     |     |     |     |
| 1962   | Harry Merkel  | Porsche 356 |     |     |     | 20  |     |     |     |     |     |     |     |     |     |     |     |     |     |     |     |     |     |     |
| 1963   | Harry Merkel  | Porsche 356 | DAY | SEB | SEB | TAR | SPA | MAI | NÜR | CON | ROS | LEM | MON | WIS | TAV | FRE | CCE | RTT | OVI | NÜR | MON | MON | TDF | BRI |
| 1963   | Harry Merkel  | Porsche 356 |     |     |     | 37  |     |     |     |     |     |     |     |     |     |     |     |     |     |     |     |     |     |     |